# Frihedslund
Frihedslund er dannet som en avlsgård under Sæbygård af Arnoldus von Falkenskiold i 1790. Gården ligger i Sæby Sogn, Løve Herred, Region Sjælland, Kalundborg Kommune.
Frihedslund Gods er på 522 hektar med Marienhøj og Strødam.

## Ejere af Frihedslund
- (1790-1796) Arnoldus von Falkenskiold
- (1796) Joachim Barner Paasche
- (1796-1800) Christian Ditlev Carl Rantzau
- (1800-1806) Haagen Christian Astrup
- (1806-1809) Frederik Hoppe
- (1809-1811) A. H. Bachmann
- (1811-1824) Enke Fru G. Rosencrone
- (1824-1835) M. Rothe
- (1835-1850) M. Rothe
- (1850-1859) J.V. Saxtorph
- (1859-1878) Valdemar Hvidt
- (1878-1895) Enke Fru Hvidt
- (1895-1937) Daniel Hvidt
- (1938-1965) Enke Fru E. Strand
- (1965-) Jarlfonden (stiftet i 1949 af Axel Jarl)